# داریو میرا
داریو میرا (به پرتغالی: Dário Meira) یک منطقهٔ مسکونی در برزیل است که در باهیا واقع شده‌است. داریو میرا ۱۰٬۵۲۵ نفر جمعیت دارد.